# Almonia
Almonia là một chi bướm đêm thuộc họ Crambidae.

## Các loài
- Almonia atratalis Rothschild, 1915
- Almonia truncatalis Walker, [1866][3]

Các loài trước đây
- Almonia cristata (Hampson, 1891)
- Almonia lobipennis (Moore, 1886)